# Joinville Vôlei
A Associação de Vôlei Norte Catarinense, mais conhecida como Joinville Vôlei, é uma equipe brasileira de voleibol, sediada em Joinville, Santa Catarina.

## História
Fundada como Associação de Vôlei Norte Catarinense pelo campeão olímpico Giovane Gávio em 11 de Agosto de 2020, com o nome fantasia "Joinville Vôlei". As atividades do time tiveram início em Julho de 2022 e após três meses disputou o Campeonato Catarinense e sagrou-se vice-campeão. Na sequência disputou a Superliga C, e nesta edição foi campeão e alcançou a promoção para Superliga B de 2023, sendo 21 jogos disputados, com um retrospecto de 18 vitórias e 3 derrotas, 66 sets vencidos e 26 perdidos. No dia 25 de Outubro de 2023, a equipe conquistou seu primeiro título do campeonato catarinense de forma invicta, e na referida Superliga B de 2023 conquistou seu segundo titulo nacional e o acesso à elite nacional, a Superliga A de 2023/24.
Atualmente disputa a Superliga A de 2024/25.

## Títulos

### Nacionais
- Superliga B: 2023
- Superliga C: 2022

### Estaduais
- Campeonato Catarinense: 2023, 2024

### Torneios
- Copa Joinville Vôlei: 2024